# L'alzina de Mossèn Cinto
L'alzina de Mossèn Cinto és un arbre (Quercus ilex) situat al Passeig de Gràcia de Barcelona, davant del Palau Robert, en record d'un exemplar centenari va ser lloat el 1903 pel poeta Jacint Verdaguer (Mossèn Cinto) i arrencat el 1908. Està inclosa al catàleg d'Art Públic i a l'inventari dels Petits paisatges de Barcelona.

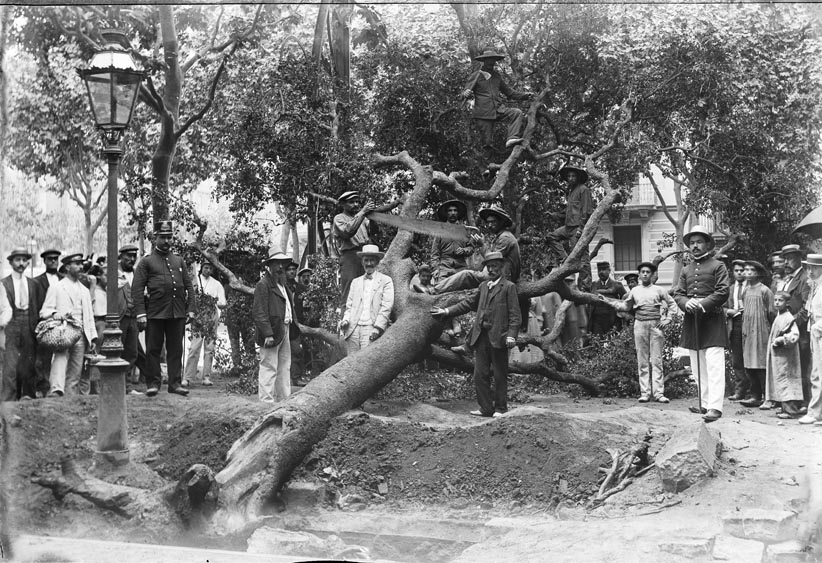
Arrencada de l'alzina el 1908

En el text A l'alzina del Passeig de Gràcia, Jacint Verdaguer fa un homenatge a aquella alzina, representant del món rural que va desapareixent pel creixement vertiginós de Barcelona. L'alzina va morir el 1908, va ser arrencada, plantant-ne una altra al mateix lloc, que al seu torn ja és centenària.
El 2012 es va arranjar l'entorn de l'alzina, substituint els panots Gaudí per unes rajoles de color negre que representen l'ombra de l'alzina, creant un gran escocell hexagonal al voltant de l'arbre, i inscrivint en una llosa un fragment de la prosa de Verdaguer:
| «                                                    | Almogàver indòmit, ja sabràs posar-te de filera amb aqueixa tropa de plàtans, novella, polida, endiumenjada i fatxendera? | » |
| — Jacint Verdaguer, A l’alzina del Passeig de Gràcia | |   |